# Aporosa falcifera
Aporosa falcifera är en emblikaväxtart som beskrevs av Joseph Dalton Hooker. Aporosa falcifera ingår i släktet Aporosa och familjen emblikaväxter. Inga underarter finns listade i Catalogue of Life.